# Jökulsárgljúfur
Jökulsárgljúfur je nekdanji narodni park, ki se nahaja na severu Islandije okrog reke Jökulsá á Fjöllum. Leži severno od slapa Dettifoss. Dne 7. junija 2008, ki je postal del večjega Narodnega parka Vatnajökull (Vatnajökulsþjóðgarður). 
Območje je zanimivo zaradi svojega kanjona in vulkanskih gora. Pred 8.000 leti je vulkan izbruhnil tik pod reko in ledeniškim ledom. To je povzročilo eksplozijo in kaotične poplave.
Središče tega dela parka je Hljóðaklettar (v prevodu: odmevajoča skala). Rauðhólar (Rdeča gora) je zanimiva zaradi posebne barve. Kanjon Ásbyrgi na severnem delu parka je oblikovan kot podkev.

## Jökulsá á Fjöllum
Jökulsá á Fjöllum je z 206 km druga najdaljša reka na Islandiji. Njen vir je ledenik Vatnajökull. Izliva se v arktično morje. Njeno porečje je največje na Islandiji in obsega 7.380 km².
Jökuls á Fjöllum je znana po slapovih Selfoss, Dettifoss, ki je drugi najmočnejši slap v Evropi in Hafragilsfoss, ter po soteski Jökulsárgljúfur, ki je nastala zaradi eksplozije vulkana, ki se nahaja neposredno pod reko. Potek reke je prilagojen obliki gore. Soteska Ásbyrgi je nastala ob reki v obliki podkve. Največji jökulhlaups (ledeniška poplava) na Islandiji je bila prav v območju reke Jökulsá á Fjöllum med letoma 7.100 in 2.000 pr.n.št.   Vir teh poplav je bil verjetno izbruh vulkana Bárðarbunga, ki je osrednji vulkan pod ledenikom Vatnajökull, v poznem holocenu. Največja količina teh poplav je ocenjena na 900.000 m³/s pretoka vode. To se lahko primerja z reko Amazonko, ki ima povprečno 209.000 m³/s pretoka.
Reka predstavlja tudi vzhodno mejo Ódáðahraun, obsežnega polja lave.

## Dettifoss
Dettifoss je slap v Narodnem parku Vatnajökull v severovzhodni Islandiji. Nahaja se na reki Jökulsá á Fjöllum, ki teče izpod ledenika Vatnajökull in zbira vode iz velikega območja v severovzhodni Islandiji. Slap je 100 metrov širok in ima padec 45 m do Jökulsárgljúfur kanjona. To je največji slap v Evropi glede pretoka vode, saj znaša povprečni pretok 193 m³/s.
Slap je mogoče doseči po novi asfaltni cesti, končani leta 2011, ki se odcepi iz glavne krožne islandske ceste št. 1. Na zahodnem bregu se je slapu mogoče povsem približati. Na vzhodnem bregu je informacijska tabla Narodnega parka Vatnajökull, ki vzdržuje infrastrukturo.

## Selfoss
Selfoss je slap na reki Jökulsá á Fjöllum na severu Islandije. Nekaj sto metrov nizvodno od slapa Dettifoss se nahaja 11 m visok slap Selfoss.